# Edward Starszy
Edward I Starszy (ur. ok. 871, zm. 17 lipca 924 w Farndon-on-Dee w Cheshire) – siódmy król Wesseksu od 899, syn Alfreda Wielkiego i Ealhswith, córki Ethelreda Muncila, earla Gaini.

## Początki panowania
Objęcie tronu przez Edwarda po śmierci jego ojca nie przebiegło bezproblemowo. Po śmierci Alfreda w 899 r. pretensje do korony zgłosił Aethelwold, syn króla Ethelreda I, starszego brata Alfreda. Opanował dwa ważne miasta w hrabstwie Dorset - Wimborne Minster i Christchurch. Edward ruszył w odpowiedzi do Badbury i starał się sprowokować kuzyna do bitwy. Aethelwold jednak odmówił i wycofał się do Wimborne. Edward rozpoczął przygotowania do ataku na miasto. Aethelwold zorientował się w tych planach i pod osłoną nocy uciekł z miasta i przedostał się do Duńczyków w Nortumbrii, gdzie został okrzyknięty królem Wesseksu. Edward w tym czasie koronował się (8 czerwca 900 r. w Kingston upon Thames). Przyjął również tytuł króla Anglów i Sasów.
W 901 r. Aethelwold na czele duńskiej floty zaatakował wybrzeża Essexu. Powstanie wywołali również Duńczycy z Anglii Wschodniej. W następnym roku zaatakował Cricklade i Braydon. Edward ruszył przeciwko rywalowi i po długich podchodach zmusił go do bitwy niedaleko miejscowości Holme. Edward przegrał bitwę, ale zginęli w niej zarówno Aethelwold jak i wspierający go król Anglii Wschodniej Eohric. Niedługo później Edward zawarł pokój z Duńczykami z północy, jak mówi Kronika anglosaska, zawarł ten pokój z konieczności. Z 907 r. pochodzi wzmianka o zajęciu miasta Chester, ale o ewentualnych działaniach wojennych nie ma żadnych wiadomości.
W 909 r. Edward zaatakował Nortumbrię i wymusił haracz. W odwecie, rok później potężna duńska armia zaatakowała Mercję. 5 sierpnia 910 r. Edward zmusił Duńczyków do bitwy pod Tettenhal, która zakończyła się zniszczeniem armii duńskiej. Był to ostatni najazd tak licznej armii duńskiej na Anglię. Od tamtej pory Duńczycy z Północy nie przekraczali linii rzeki Humber. Anglosasi przejęli inicjatywę w wojnie. Edward nie przedsięwziął jednak prób podboju Danelaw, ograniczając się do oczyszczenia z Duńczyków terenów na południe od rzeki Humber i wprowadzenia tam anglosaskiej administracji. Dla ochrony swoich ziem przed duńskimi atakami wybudował szereg fortec (tzw. burghs), m.in. w Hertford, Witham, Birdgnorth, Tamworth, Stafford, Eddisbury i Warwick.

## Zdobycze Edwarda
Najważniejszą zdobyczą króla Edwarda było ostateczne podporządkowanie władcom Wesseksu Mercji. W 918 r. zmarła pani Mercjan Ethelfleda, siostra Edwarda. Jej dziedziczką miała zostać jej córka, Aelfwinn, ale Edward usunął siostrzenicę i osobiście przejął rządy w Mercji. Przyłączył również do swego państwa miasta Londyn i Oksford, a także tereny Oxfordshire i Middlesex.
Kolejne lata panowania upłynęły Edwardowi na walkach z norweskimi najazdami na północ kraju. Najazdy zostały odparte, a w latach 918-920 udało się Edwardowi narzucić swoją zwierzchność władcom Walii, Szkocji i Danelawu, którzy tytułowali go swoim ojcem i panem.
Podczas jego panowania upowszechniony został podział państwa na hrabstwa. 
Król zreorganizował również kościół w Wesseksie. Utworzono nowe biskupstwa - Ramsbury i Sonning (909 r.), Welles oraz Crediton. Edward nie był tak religijny jak jego ojciec i dziad. Zachowało się upomnienie od papieża, aby więcej uwagi poświęcał sprawom religijnym.
Król zmarł w 924 r., prowadząc armię przeciwko rebeliantom w Mercji. Został pochowany w New Minster w Winchesterze, które sam ufundował w roku 901. Po normańskim podboju jego ciało przeniesiono do opactwa Hyde. Przydomek Starszy pojawił się po raz pierwszy w pochodzącym z X wieku Życiu św. Ethelwolda, aby odróżnić go od jednego z jego następców, Edwarda Męczennika.

## Rodzina
Król Edward był trzykrotnie żonaty. Po raz pierwszy ożenił się jeszcze za życia ojca. Ok. 893 r. pojął za żonę Ecgwynn, kobietę nieznanego pochodzenia. Miał z nią dwóch synów i córkę:
- Alfred, zmarł młodo
- Athelstan (ok. 895 - 27 października 939), król Anglii
- św. Edyta (zm. 927), żona Sihtrica Caeha, króla Dublina i Yorku

Po objęciu tronu Edward oddalił Ecgwynn i poślubił ok. 901 r. Aelffaedę (zm. 920), córkę Ethelhelma, earla Wiltshire, i Elswithy. Małżonkowie mieli razem 
- Edwin (zm. 933)
- Eadflaed, zakonnica
- Ethelhilda, zakonnica
- Edgiva, żona Eberharda, hrabiego Norgau
- Eadhilda (zm. 26 stycznia 947), żona Hugona Wielkiego, hrabiego Paryża
- Elfweard (zm. 1 sierpnia 924), król Anglii
- Elfleda, zakonnica
- Ethelfleda, zakonnica
- Eadgifu (902 - 953), żona Karola III Prostaka, króla Franków Zachodnich, i Herberta III, hrabiego Vermandois
- Edyta (910 - 26 stycznia 946), żona cesarza Ottona I Wielkiego, miała dzieci

Ok. 920 r. poślubił swoją trzecią żonę, Edgivę (zm. 25 sierpnia 968), córkę Sigehelma, earla Kentu. Edward i Edgiva mieli razem dwóch synów i dwie córki:
- św. Edburga z Winchesteru (zm. 15 czerwca 960)
- Eadgifu, żona Ludwika Akwitańskiego
- Edmund Starszy (921 - 26 maja 946), król Anglii
- Edred (ok. 923 - 23 listopada 955), król Anglii

Według niektórych średniowiecznych źródeł Edward był ojcem Tyry Danebod, żony pierwszego króla Danii - Gorma Starego. Informację tę traktuje się jednak jako bardzo niepewną.